# Giri xoco
El giri xoco (義理チョコ,, literalment ‘xocolata per compromís') és un tipus de xocolata relativament barata que les dones japoneses donen el Dia de Sant Valentí als homes que coneixen, però amb els quals no tenen una relació afectiva: companys de treball, coneguts informals, etcètera. El giri xoco és de menor qualitat que el honmei xoco, una xocolata més cara que les japoneses donen a les seves parelles sentimentals.
Els homes solen correspondre donant a les dones xocolates i altres obsequis el White Day, celebrat el 14 de març.